# Classe préparatoire technologie et biologie
Dans le système éducatif français, la classe préparatoire technologie et biologie ou TB est une des voies d'orientation en première année, communément appelée Maths sup, et seconde année, communément appelée Maths spé, de la filière des classes préparatoires scientifiques.
On y accède avec le baccalauréat sciences et technologies de laboratoire (STL) option SPCL ou STL biotechnologies et le baccalauréat sciences et technologies de l'agronomie et du vivant (STAV).
- Elle prépare en deux ans aux concours de la banque Agro-Véto (ENV, AgroParisTech, ENSTIB…) et ENS Paris-Saclay.
- D'autres écoles sont aussi accessibles en admission sur titre telle que l'UTC, l'EOST, l'INSA…
- De plus, il est possible d'intégrer à l'issue des deux années une L3 en biologie ou dans un autre domaine, plusieurs étudiants ont ainsi poursuivi des études dans les branches des mathématiques-informatique, de la chimie, de la physique…

## Liste des voies principales possibles après TB2
- Écoles d'ingénieur en agronomie ou en agroalimentaire
- Écoles vétérinaires
- Écoles de biotechnologie
- Écoles diverses (biomédical, informatique)
- École normale supérieure Paris-Saclay
- Licence de biologie ou autre

## Répartition horaire
- Mathématiques : 6 h (anciennement 8 h)
- Informatique : 1 h
- Physique - Chimie : 6 h (anciennement 7 h)
- Biotechnologies : 6 h (anciennement 7 h)
- SVT : 6 h (anciennement 8 h)
- Français: 2 h
- LV : 2 h
- TIPE: 2 h
- EPS : 2 h
- Géographie : 1 h

À ces cours s'ajoutent des heures de colles ou interrogations orales (de 2 à 4 séances par semaine) et des DS (devoirs surveillés) le samedi matin.

## Effectifs
Le nombre d'inscrits aux concours A TB en 2017 était de 164 candidats, près de 72 ont intégré des écoles parmi les trois filières de recrutement (A TB BIO,A TB ENV et POLYTECH A TB).
Neuf établissements proposent cette formation : lycée Pierre Gilles de Gennes - ENCPB (Paris), Lycée Jean Rostand (Strasbourg), Lycée Ozenne (Toulouse), LEGTA Théodore Monod (Rennes), LEGTA Le Chesnoy (Montargis), Lycée Marie Curie (Marseille), Lycée La Martinière Duchère (Lyon) et Lycée Valentine Labbée (Lille)